# Ольденико
Ольденико (итал. Oldenico) — коммуна в Италии, располагается в регионе Пьемонт, в провинции Верчелли.
Население составляет 254 человека (2008 г.), плотность населения составляет 42 чел./км². Занимает площадь 6 км². Почтовый индекс — 13030. Телефонный код — 0161.
Покровителем коммуны почитается священномученик Лаврентий, празднование 10 августа.

## Демография
Динамика населения:

## Администрация коммуны
- Официальный сайт: